# Ernst Heinrich Geist Elektrizität
Ernst Heinrich Geist Elektrizitäts-AG war ein deutsches Unternehmen der Elektrotechnik und zeitweise Hersteller von Kraftfahrzeugen.

## Unternehmensgeschichte
Ernst Heinrich Geist gründete 1890 das Unternehmen in Köln-Zollstock zur Herstellung von Dynamomaschinen und anderen Dingen der Elektrotechnik. 1900 begann die Produktion von Nutzfahrzeugen. Die Markennamen lauteten Dyna-Geist und Dynamobil sowie Geist für Lastkraftwagen. 1901 erfolgte die Umwandlung in eine Aktiengesellschaft. 1906 entstanden auch Personenwagen. 1909 endete die Fahrzeugproduktion. Am 1. Januar 1912 übernahm die Elektrizitätsgesellschaft Colonia das Unternehmen.

## Fahrzeuge
Die Fahrzeuge wurden benzin-elektrisch angetrieben. Ein Benzinmotor trieb einen Dynamo an, der den Gleichstrom für den bzw. die Elektromotoren lieferte. Die Benzinmotoren kamen von Argus und den Fafnir-Werken. Neben Lastkraftwagen entstanden auch Omnibusse. Geist lieferte einen Bus für die erste Autobuslinie der Bahnen der Stadt Köln, die am 20. Dezember 1907 eröffnet wurde.
Das einzige Personenwagenmodell war mit einem Benzinmotor mit 24 PS Leistung sowie zwei Elektromotoren mit jeweils 12 PS Leistung ausgestattet.